# Talamello

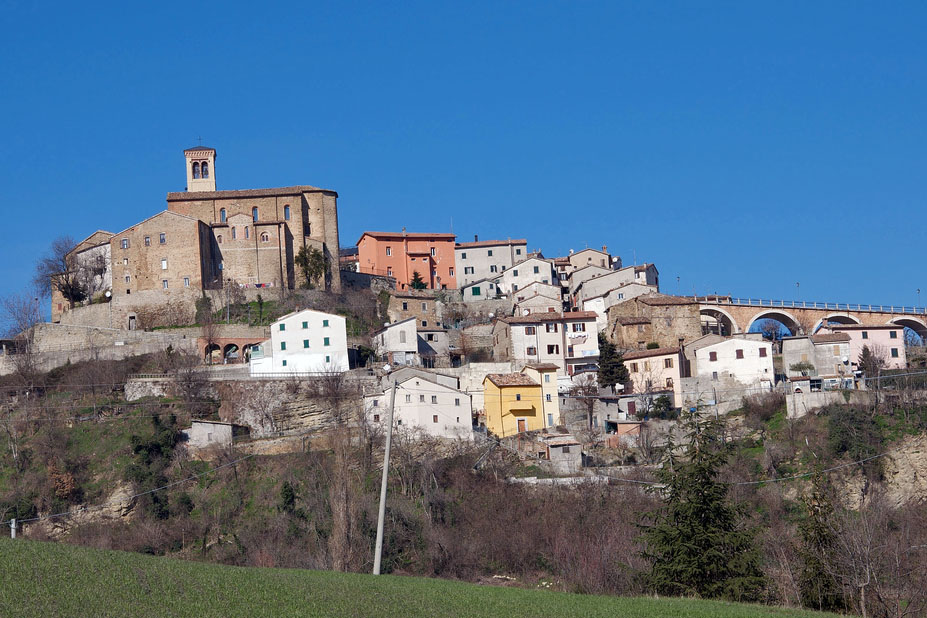
Blick auf Talamello

Talamello ist eine italienische Gemeinde (comune) mit 1064 Einwohnern (Stand 31. Dezember 2023) in der Provinz Rimini in der Emilia-Romagna. Die Gemeinde liegt etwa 28 Kilometer südwestlich von Rimini, gehört zur Comunità Montana Alta Valmarecchia und grenzt unmittelbar an die Provinz Forlì-Cesena.

## Geschichte
Bis 2009 war die Gemeinde Teil der Provinz Pesaro und Urbino (Marken).